# Guilherme & Benuto
Guilherme & Benuto é uma dupla sertaneja brasileira formada pelos irmãos Guilherme Antônio Artioli (Campinas, 13 de junho de 1990) e Haroldo Bevenuto Machado Artioli (Campinas, 19 de novembro de 1988).

## Carreira
Gui e Nuto nasceram em Campinas, interior do Estado de São Paulo, e descobriram a música ainda criança. Gui começou a tocar sanfona aos nove anos. Nuto, que é formado em música erudita e já fez parte de cinco orquestras sinfônica, descobriu a paixão pelo violino aos 11 anos. Incentivados pelo pai, Gui e Nuto começaram a tocar chorinho, forró, samba e música instrumental em botecos e bares. 
Durante uma década de Villa Baggage, os irmãos participaram diretamente de todos os projetos gravados pelo trio, como o CD Abelha Sem Mel, o clipe da música "Abrindo o coração", o DVD Do Nosso Jeito - totalmente autoral - além do clipe da última música de trabalho, "Pijama de ursinho". Vale destacar também as faixas de sucesso: "Localização" que contou com a participação de Maiara & Maraisa, "Chorando na calçada", e "Abelha sem mel", com a participação de Henrique & Juliano.
Como renomados compositores do meio sertanejo, eles escreveram sucessos que foram interpretados por grandes artistas: "Pergunta boba" (Jorge & Mateus), "Mel e limão" e "Arco íris preto e branco" (Jads & Jadson), "Com você" (Felipe Araújo), "Musa da praia" (Lucas Lucco), "Foi no bar perdeu o lugar" (Thaeme & Thiago), "Avisei na portaria", "Joga água na língua" e "Pensa bem" (Israel & Rodolffo), "Muito prazer e procura-se" (João Neto & Frederico), "Orgulho trouxa" e "Até Deus dúvida" (Guilherme & Santiago) e "Mel e limão" (Loubet) e "Varanda Por Janela" (Kleo Dibah) e "Segunda Família" (Zé Neto e Cristiano).
A dupla ganhou destaque após lançar o single "3 Batidas". Em 2020, lançaram o primeiro álbum ao vivo intitulado Amando, Bebendo e Sofrendo. No mesmo ano, gravaram o segundo álbum DRIVE-IN, em Piracicaba, com o método utilizado pela indústria fonográfica para evitar aglomerações e, ao mesmo tempo, substituir os shows virtuais conhecidos como lives por apresentações "presenciais", tendo carros como "público". Em 2021, DRIVE-IN foi lançado, tendo os destaques das músicas "Pulei na Piscina", dos mesmos autores de "3 Batidas", e "Sigilo". Estes trabalhos foram os únicos produzidos por Ivan Miyazato.
Em 2022, Guilherme e Benuto gravam o terceiro álbum ao vivo Deu Rolo In Goiânia, com as participações especiais de Hugo & Guilherme, Matheus & Kauan, Xand Avião e Turma do Pagode. Os destaques deste álbum foram as músicas "Haja Colírio", com Hugo & Guilherme, e "Assunto Delicado", com Xand Avião, que, em 2024 receberam certificação de disco de diamante triplo pela Pro-Música Brasil, além de "Esse B.O é Meu", com Matheus & Kauan. Pela primeira vez, a dupla teve um trabalho produzido por Felipe Arná, conhecido por ser o produtor dos projetos mais recentes de Hugo & Guilherme e do álbum Ao Quadrado, da dupla Fred & Fabrício, lançado em 2022.
Em 2023, pelo sucesso de Deu Rolo In Goiânia, a dupla foi pra Jaguariúna, interior de São Paulo, para gravar o quarto álbum ao vivo intitulado Deu Rolo de Novo, também produzido por Felipe Arná. Os singles lançados que ganharam destaque foram "Manda Um Oi", com a cantora Simone Mendes, "Milionário", com Wesley Safadão, e "Corpo Sexy", com a dupla Maiara & Maraisa.
Em 2024, com o lançamento de Deu Rolo de Novo na íntegra, Guilherme & Benuto celebrou mais de 13 milhões de ouvintes no Spotify, resultando na renovação contratual com a gravadora Sony Music, onde estão desde o começo, além de certificações de disco de diamante triplo pela Pro-Música Brasil dos singles "Haja Colírio", "Assunto Delicado", "3 Batidas" e "Duas Três", canção lançada em 2023 com as participações de Ana Castela e Adriano Rhod.
Atualmente, a dupla está trabalhando em um projeto gravado em 2023, na residência de Benuto, em Ribeirão Preto, de forma descontraída e à vontade, em uma resenha com os amigos mais próximos, intitulado In Casa.

## Discografia
- Amando, Bebendo e Sofrendo (2020)
- DRIVE-IN (2021)
- No Meio do Povo (2022)
- Deu Rolo In Goiânia (2023)
- Deu Rolo de Novo (2024)
- In Casa (TBA)